# Llubí
Llubí là một đô thị trên đảo Mallorca, thuộc quần đảo Baleares, Tây Ban Nha. Dân số khoảng 1.800 người.